# 영산강 하구둑
영산강 하구둑(榮山江河口둑, 영어: Yeongsan River Estuary Bank)은 전라남도 목포시 옥암동과 영암군 삼호읍 나불리 사이의 영산강 하구를 가로막아 만든 하구둑이다. 길이는 2,094m이며, 방조제 평균제고는 20m이고, 배수갑문 너비 30m, 높이 13.6m, 폭 3.6m, 수문중량 480t의 철제 제1호 배수갑문 8련이 설치되었고, 이후 4대강 사업 일환인 영산강하구둑 구조개선사업으로 신설 제2호 배수갑문 너비 48m, 높이 13.6m, 수문중량 710t의 철제 배수갑문 5련이 설치되었다.

## 개요
영산강 하구둑은 1978년 영산강지구 종합개발계획 제2단계사업의 핵심신업으로 착공하였고, 1981년 12월에 기설 제1호 배수갑문이 완공되었으며, 이후 4대강 사업 일환인 영산강하구둑 구조개선사업으로 2010년 공사시작 2015년 12월 신설 제2호 배수갑문이 완공되었다.  
영산강 하구둑 건설의 결과로 인공 담수호인 영산호가 형성되었으며, 전라남도 무안군과 영암군 일대에 32.5㎢ 면적의 간척지가 조성되었다. 하구둑 위에는 전라남도 목포시와 영암군을 연결하는 10m 너비의 포장도로가 건설되었다.

### 주요 시설제원
- 영산강하구둑 배수갑문 : 총 연장(수문폭) 480m
  - 기설 제1호 배수갑문 : 폭30m×높이13.6m×8련 (셀구조 롤러게이트)
  - 신설 제2호 배수갑문 : 폭48m×높이13.6m×5련 (1단 3련+2단 2련 셀구조 롤러게이트)
- 통합관리센터 : 총 3개층 최고높이 58m (전망대 높이 33m)